# 晉姓
晋姓是漢姓之一，在明朝《百家姓续编》中排第458位。在现代是极罕见的姓氏。

## 起源
晋姓出自于姬姓，是以国为氏。根据《元和姓纂》和《通志·氏族略·以国为氏》的记载，西周初年，周成王封弟弟叔虞于唐（今山西平阳一带），世称唐叔虞。后其子燮父将唐迁到晋水（今山西太原附近），改国号为晋。后因公族衰落，三家分晋，晉國滅亡，其後人多用唐叔虞的唐姓，少數后代子孙以晋为氏。

## 郡望
- 平阳郡：三国时曹魏由河东郡中分出平阳郡。治所为平阳，今为山西临汾西南。

## 名人
- 晋鄙：战国时魏国大将。
- 晋冯：汉朝官员，汉明帝时任京兆祭酒。
- 晋灼：晋朝学者，著有《汉书音义》。
- 晉暉：五代十國前蜀政治人物。
- 晋应祖：宋朝官员，曾任知州。
- 晋爵：明朝将领，曾任西城兵马司副指挥。

## 延伸阅读
[在维基数据编辑]
 《百家姓》
 《欽定古今圖書集成·明倫彙編·氏族典·晉姓部》，出自陈梦雷《古今圖書集成》